# Gmina Krasocin
Die Gmina Krasocin ist eine Landgemeinde im Powiat Włoszczowski der Woiwodschaft Heiligkreuz in Polen. Ihr Sitz ist das gleichnamige Dorf mit etwa 1100 Einwohnern.

## Gliederung
Zur Landgemeinde (gmina wiejska) Krasocin gehören folgende Dörfer mit einem Schulzenamt:
Borowiec
Brygidów
Bukowa
Chotów
Cieśle
Czostków
Dąbrówka
Gruszczyn
Jakubów
Karolinów
Kozia Wieś
Krasocin
Lipie
Ludynia
Mieczyn
Nowy Dwór
Oleszno
Ostrów
Skorków
Stojewsko
Sułków
Świdno
Wojciechów
Wola Świdzińska
Występy
Zabrody
Weitere Ortschaften der Gemeinde sind:
Belina
Bukowa Góra
Chałupki
Dąbrówki
Lipia Góra
Niwiska Gruszczyńskie
Niwiska Krasocińskie
Ogrójce
Ostra Górka
Piaski
Pod Lasem
Podlesko
Porąbki
Rogalów
Rudnik
Stara Huta
Wielkopole
Żeleźnica

## Verkehr
Im Gemeindegebiet liegen die Haltestellen Bukowa, Ludynia und Ludynia Dwór an der Bahnstrecke Kielce–Fosowskie.